# Drittes Stadtkreisgericht Vilnius

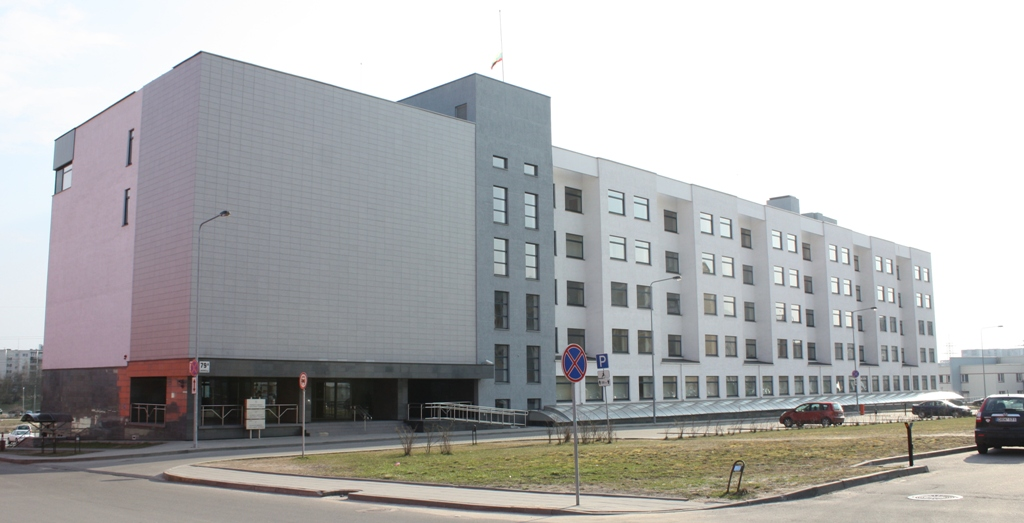
Das Stadtkreisgericht Vilnius

Drittes Stadtkreisgericht Vilnius (lit. Vilniaus miesto trečiasis apylinkės teismas) war bis 2013 ein Kreisgericht in Litauen, eines der damals zehn Gerichte in der Hauptstadt der Republik (neben dem Kreisgericht Vilnius, dem Bezirksgericht Vilnius, Appellationsgericht Litauens, den anderen drei Stadtkreisgerichten u. a.).  Das Gericht der 2. Instanz war das Bezirksgericht Vilnius. Das zuständige Territorium war ein Teil der Stadt Vilnius (die Stadtverwaltungsgemeinschaften Altstadt Vilnius, Naujininkai und Rasos). 
Adresse war Laisvės pr. 79A, LT-08531, Vilnius-Pašilaičiai. 

## Richter und Angestellte
- Gerichtspräsident: Pavel Borkovski (* 1957) ab 1999
- Stellvertreterin: Alma Liuda Pilipaitienė

Es gab 20 Richter, 8 davon für Straf- und Verwaltungssachen, 10 für Zivilsachen zuständig und ein Richter als Ermittlungsrichter tätig. Daneben gab es: 1 Gerichtspräsidentenberater, 14 Richtergehilfen, 55 andere Beamten und Arbeitnehmer (insgesamt 90 Angestellten, 2010).